# Lycaena hübneri
Lycaena hübneri är en fjärilsart som beskrevs av Tutt 1906. Lycaena hübneri ingår i släktet Lycaena och familjen juvelvingar. Inga underarter finns listade i Catalogue of Life.